# Pseudocollinella abhorrens
Pseudocollinella abhorrens är en tvåvingeart som först beskrevs av Jindrich Rohácek 1990.  Pseudocollinella abhorrens ingår i släktet Pseudocollinella, och familjen hoppflugor. Arten är reproducerande i Sverige.